# Ayuntamiento de la ciudad vieja (Praga)
El Ayuntamiento de la Ciudad Vieja (en checo: Staroměstská radnice) era el ayuntamiento de la ciudad vieja de Praga. Se levanta sobre la plaza del barrio del mismo nombre. En él está incorporado el famoso reloj astronómico.

## Historia
La construcción comenzó en 1338, por encargo de Juan de Luxemburgo. Con el tiempo, el edificio se ha ampliado considerablemente, incorporando numerosos edificios circundantes. Hoy en día el edificio está formado por varios edificios góticos y renacentistas de variados colores. El principal atractivo del edificio es el reloj astronómico. Otra peculiaridad es la torre, comenzada en 1364 en estilo gótico y notablemente similar a las torres de la Iglesia de Nuestra Señora antes de Tyn. Con unos 70 metros de altura, su galería ofrece una magnífica vista de la ciudad. Otro lugar de interés dentro del ayuntamiento es la llamada "Capilla Bovindo", construida en 1381, con un techo decorado.

## Galería de imágenes

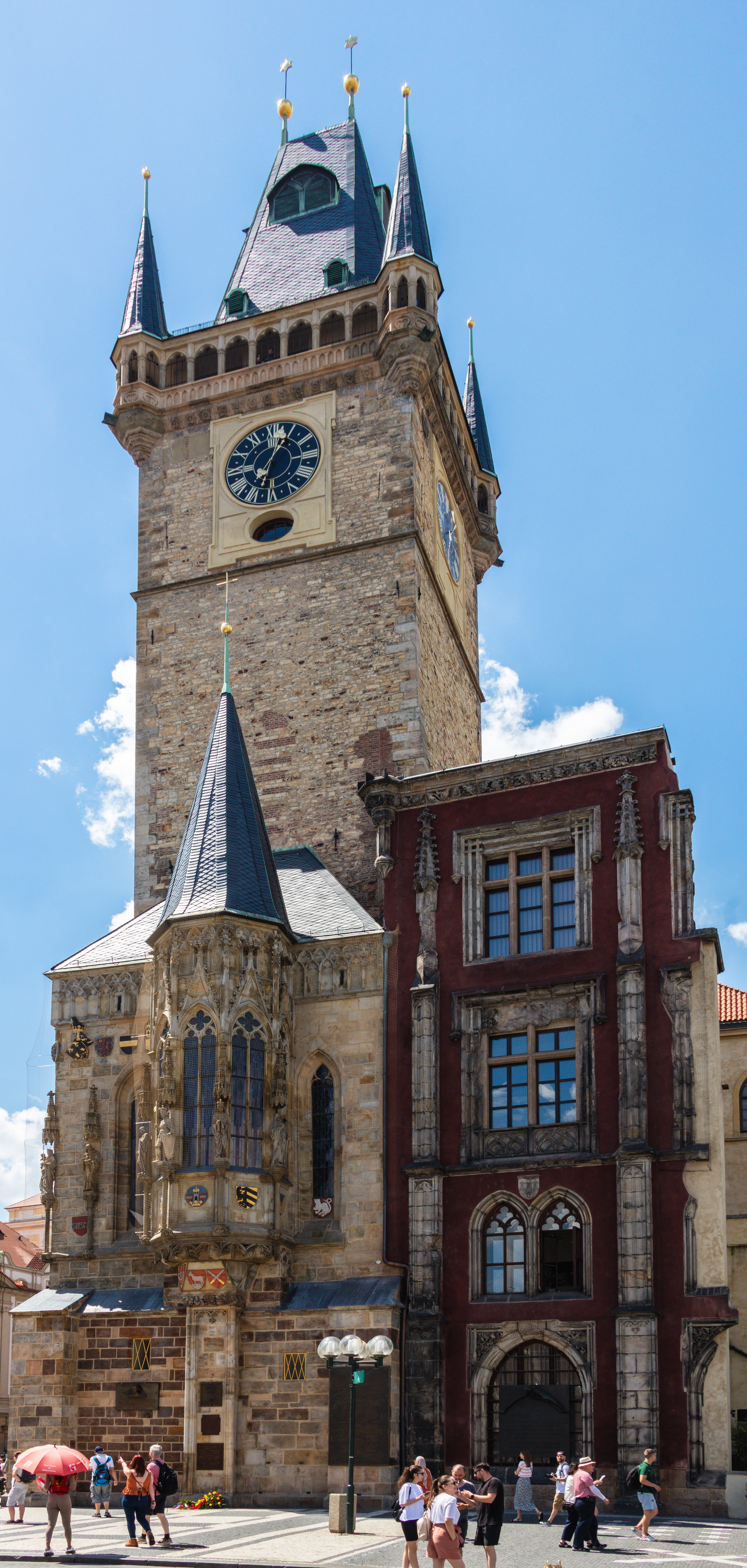
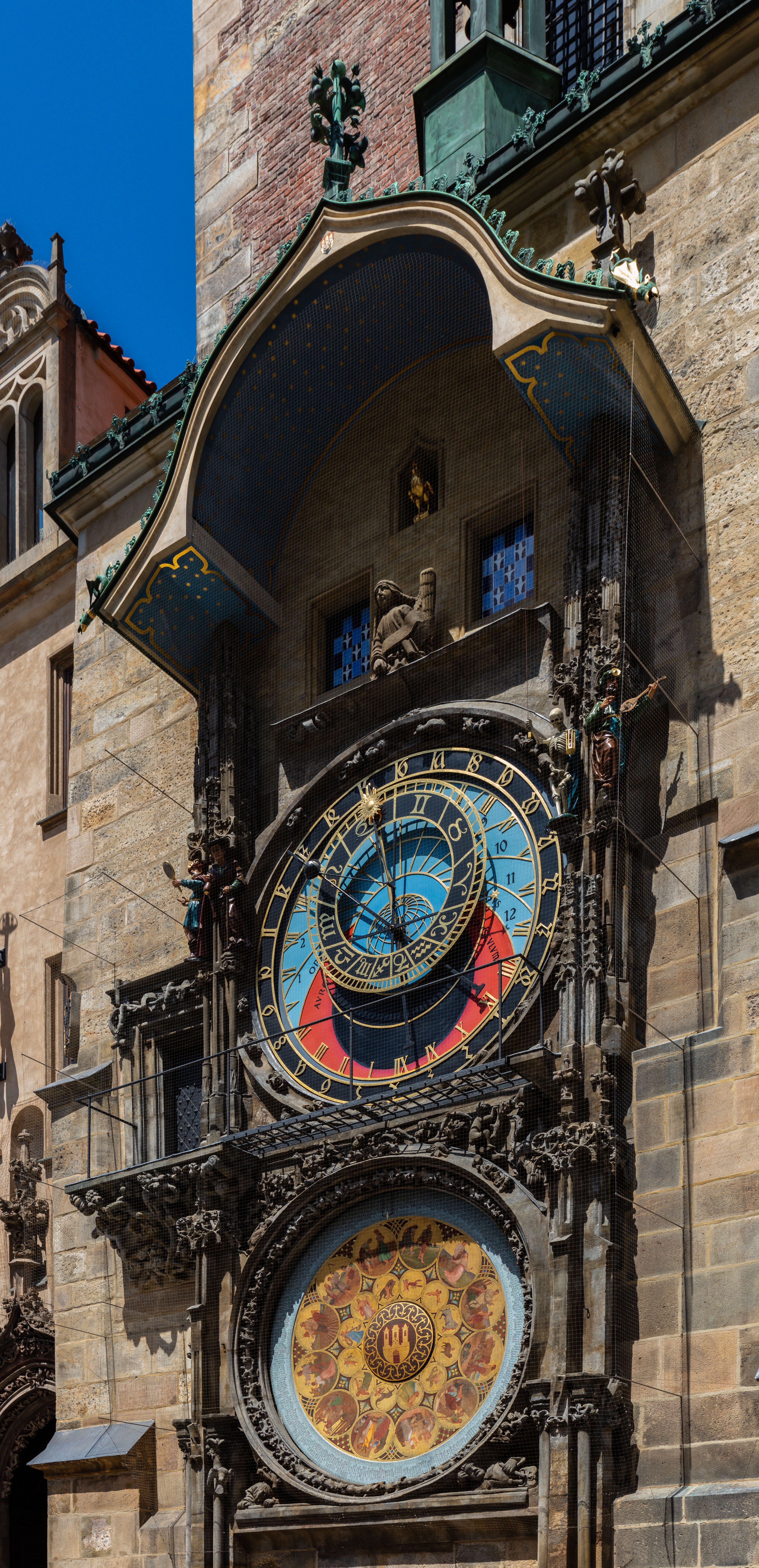
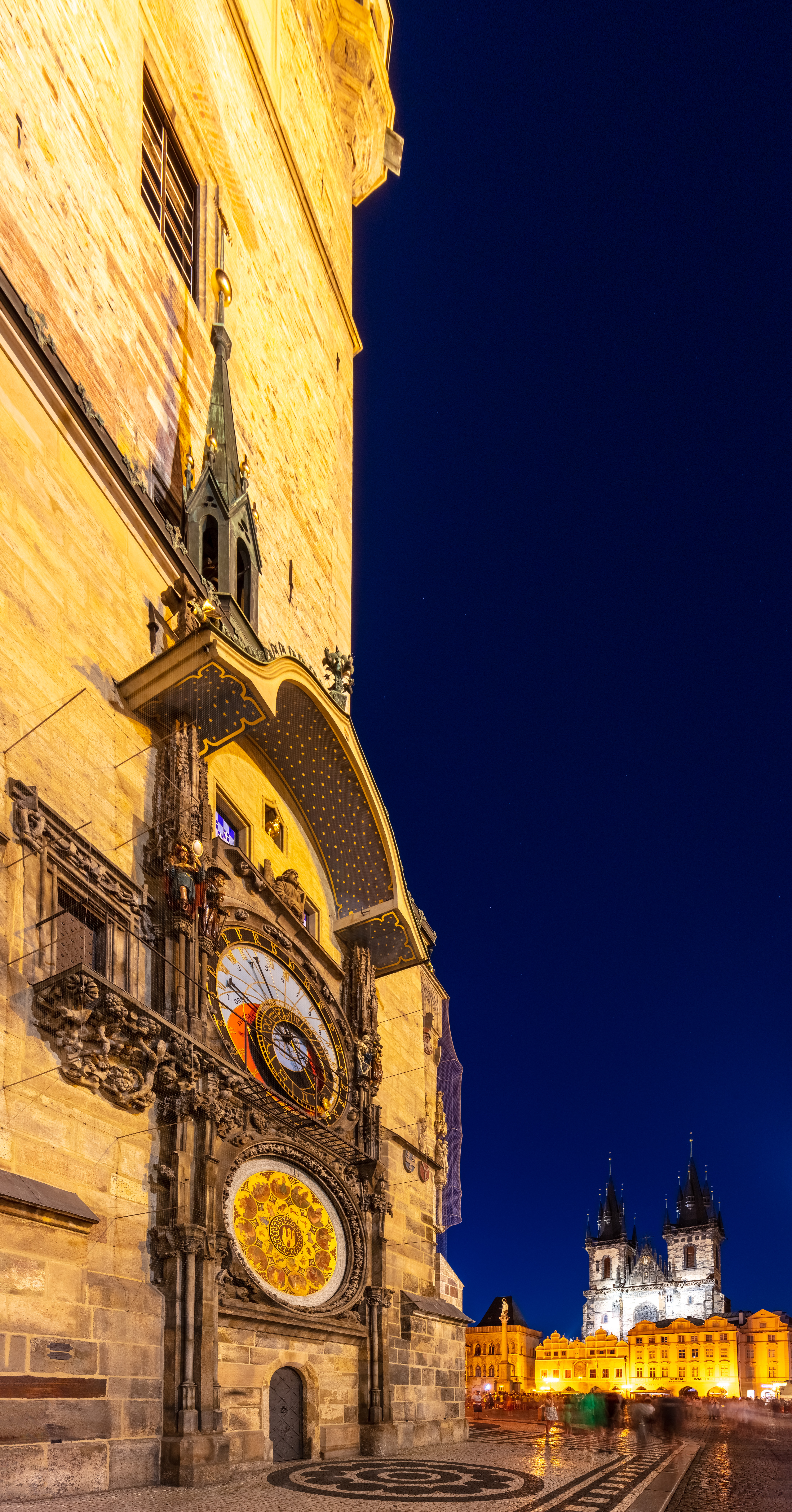